# Kanton Tonnay-Charente
Kanton Tonnay-Charente (fr. Canton de Tonnay-Charente) je francouzský kanton v departementu Charente-Maritime v regionu Poitou-Charentes. Skládá se z osmi obcí.

## Obce kantonu
- Cabariot
- Genouillé
- Lussant
- Moragne
- Muron
- Saint-Coutant-le-Grand
- Saint-Hippolyte
- Tonnay-Charente